# 上马坎遗址
上马坎遗址位于浙江省湖州市安吉县溪龙乡，是一处重要的旧石器时代遗址。

## 发现过程
2002年10月13日，浙江省旧石器考察组在安吉县溪龙乡砖瓦厂调查中获悉该厂制砖的泥土来自溪龙乡开发区，即前往考察，并采到多件石制品。经两天的考察，考察组认为这是一处工作前景良好的旧石器时代文化遗址，遂决定进行试掘。试掘工作从10月26日开始，至11月17日结束，历时23天。

## 发掘意义
该遗址的发现填补了浙江旧石器时代考古的空白，将浙江境内的人类史提前到距今10多万年前。为研究中国南方旧石器时代的分布范围、特征提供了新的资料，遗址地层堆积明确、时代特征鲜明、保存状况良好，被誉为“浙江旧石器考古第一点”。考古学家张森水曾评价其可能为中国南方最重要的旧石器时代文化遗址之一。

## 保护现状
2005年3月16日列入浙江省文物保护单位，2013年5月列入第七批全国重点文物保护单位。